# Богема (фильм, 2005)
«Богема» (англ. Rent) — фильм 2005 года, экранизация одноимённого бродвейского мюзикла, получившего Пулитцеровскую премию и премию «Тони». Картина снята режиссёром Крисом Коламбусом.

## Сюжет
История нескольких представителей богемы, живущих по соседству друг с другом в одном из районов Нью-Йорка. В картине описывается один год из непростой жизни этих людей, некоторые из которых заражены СПИДом.
Среди них — Роджер, бывший рок-музыкант, который переживает эмоциональное потрясение после самоубийства его любимой девушки. Он всё никак не решается завести роман с соседкой Мими Маркес, исполнительницей экзотических танцев, борющейся со своими проблемами.
В одной квартире с Роджером живёт кинематографист Марк, который пытается совместить искусство с коммерцией. Подружка Марка, идущая на поводу у своих желаний, цирковая актриса Морин, уходит от него к женщине-адвокату Джоанн. Кроме того, в этот тесный круг соседей, друзей и знакомых входит профессор философии Том Коллинз и пришедший ему на помощь после ограбления уличный барабанщик.
Выпадает же из этого круга Бенни, который, женившись на дочери домовладельца, отдалился от друзей и не сдержал своего обещания предоставить им свободную от арендной платы площадь. В итоге он превращается из близкого друга в заклятого врага, угрожающего всем упомянутым жильцам выселением.

## В ролях
- Энтони Рэпп — Марк Коэн, кинематографист и сосед по комнате Роджера. Был оставлен Морин ради Джоанн.
- Адам Паскаль — Роджер Дэвис, ВИЧ-положительный рок-музыкант, бывший героинщик. Влюблен в Мими.
- Розарио Доусон — Мими Маркес, ВИЧ-положительная героинщица и танцовщица в ночном клубе.
- Джесси Л. Мартин — Том Коллинс, анархист и по совместительству профессор философии, страдающий от СПИДа; прежний сосед по комнате Морин, Роджера, Марка и Бенни; влюблен в Ангела.
- Уилсон Жермен Эредия — Энджел (Ангел) Дамотт Шунард — гей и драг-квин, который страдает от СПИДа. Любовный интерес Тома Коллинса.
- Идина Мензель — Морин Джонсон, бисексуалка и подруга Джоанн; бывшая подруга Марка.
- Трейси Томс — Джоанн Джефферсон, лесбиянка, влюбленная в Морин. Закончила Гарвард по специальности адвокат.
- Тэй Диггз — Бенджамин (Бенни Коффин III), владелец жилого дома Мими и бывший сосед по комнате Коллинса, Роджера, Морин и Марка.

Фильм собрал в общемировом прокате 31 558 280 долларов, из них в США — 29 077 547.

## Выход DVD
Богема была выпущена на DVD в США (Регион 1) 21 февраля 2006 года в 2-дисковом полноэкранном и 2.40:1 анаморфичном широкоэкранным форматах. DVD также включал аудиокомментарии режиссёра Криса Коламбуса, Энтони Рэпа и Адама Паскаля. а также историю о создании фильма, удалённые сцены, музыкальные выступления и документальный фильм о жизни автора мюзикла Джонатана Ларсона.
В США продажи DVD составили 24 059 878 долларов.
На DVD в Великобритании (Регион 2) был выпущен 14 августа 2006 года.
На Blu-ray фильм вышел 11 декабря 2007 года.

## Критика
Фильм получил смешанную реакцию критики. На сайте Rotten Tomatoes рейтинг фильма составляет 46 %.